# 국가보위비상대책위원회
국가보위비상대책위원회(國家保衛非常對策委員會)는 1979년 12·12 군사 반란, 5·17 쿠데타를 일으킨 군부가 내각을 장악하기 위해 설치한 임시 행정 기구이다.

## 개요
1980년 5월 초 보안사령부는 전두환의 지시 아래, 시국을 수습한다는 명목으로 '비상계엄 전국확대'·'국회 해산'·'국가보위 비상기구 설치' 등을 골자로 하는 집권시나리오를 기획했다. 신군부는 5월 17일 전군주요지휘관회의를 열어 시국수습방안 재가를 대통령에게 요청했다.
국보위는 당초 구상대로라면 '대통령의 긴급조치 발동을 통한 비상기구'였지만 최규하 대통령이 긴급조치는 안 되고 법 테두리 안에서 해야한다고 반대하자 보안사는 다른 안을 만들어 당시 이원홍 청와대 민원수석비서관에게 넘겼다. 전두환은 수차례 보안사령부 정보처장 권정달과 대공처장 이학봉을 최규하 대통령에게 보내 비상기구 설치의 필요성을 역설했다.
5월 31일 대통령 자문기구 형식으로 최규하 대통령을 의장으로, 자신을 국보위 상임위원장으로 하는 국가보위비상대책위원회가 출범했다.
위원회의 구성은 행정부 각료 10인, 군요직자 14인 등 총24인으로 이루어졌다. 국보위의 위임사항을 심의·조정하기 위한 상임위원회(위원장 전두환)와 상임위 소속하에 13개(운영·법제사법·외무·내무·재무·경제과학·문교공보·농수산·상공자원·보건사회·교통체신·건설·사회정화) 분과위원회를 설치, 각 분과위는 분야별 소관사항에 대한 기획·조정·통제업무를 관장했다. 상임위원회 위원 30인 가운데 신군부 계열 인물이 18인이었다. 국보위 상임위원회가 실질적인 실세 기구였으며, 보안사령관 겸 중앙정보부장 서리였던 전두환은 상임위원장을 맡으며 권력 인수를 명시화했다.
같은해 8월 최규하 대통령이 하야하고 전두환이 제11대 대통령에 선출된 다음, 10월 국가보위비상대책위원회는 '국가보위입법회의법'을 통과시켰다. 국가보위비상대책위원회는 제5공화국 헌법 부칙에 따라 입법권을 가진 국가보위입법회의로 개편됐다.

## 평가
신군부 세력은 활동 목표로 안보 체제의 강화, 경제난국의 타개, 정치발전 내용의 충실, 사회악 일소를 통한 국가기강의 확립을 내걸었다.
이는 겉으로 내세운 목표일 뿐, 짧은 기간 동안 광주 민주화 운동에 대한 유혈 탄압과 김대중·김종필 체포, 김영삼 강제 정계 은퇴, 구정치인으로 불리는 세력에 대한 정치 활동 규제, 언론계와 공직자 숙청, 삼청교육대 발족 등을 실현시켜 실제로는 공포정치를 이용한 정·재계 개편으로 신 지배구조를 수립하는 것이 국보위 설립의 목표였다.

## 관련 판결
1997년 4월 대법원은 국보위가 대통령 자문기구의 형식을 빌렸다 하더라도, "상임위원장에 피고인 전두환이 취임하여 공직자 숙정, 언론인 해직, 언론 통폐합 등 중요한 국정시책을 결정하고 이를 대통령과 내각에 통보하여 시행하도록 함으로써, 국가보위비상대책상임위원회가 사실상 국무회의 내지 행정 각부를 통제하거나 그 기능을 대신하여 헌법기관인 행정 각부와 대통령을 무력화시킨사실 등을 인정한다"고 판결했다.

## 역대 국보위 임원

### 국보위 위원 명단
- 1980년 5월 31일 : 최규하, 국보위설치령에 따라 국보위 위원 임명

| - 대통령: 최규하 (의장) - 국무총리 서리: 박충훈 - 부총리 겸 경제기획원 장관: 김원기 - 외무부장관: 박동진 - 내무부장관: 김종환 - 법무부장관: 오탁근 - 국방부장관: 주영복 - 문교부장관: 이규호 - 문공부장관: 이광표 - 중앙정보부장 서리: 전두환 - 대통령비서실장: 최광수 - 계엄사령관: 이희성 - 합동참모회의 의장: 류병현 - 육군참모총장: 이희성 (겸) - 해군참모총장: 김종곤 - 공군참모총장: 윤자중 - 국군보안사령관: 전두환 (겸) | - 백석주 (육군 대장) - 김경원 (대통령 특보) - 진종채 (육군 중장) - 유학성 (육군 중장) - 윤성민 (육군 중장) - 황영시 (육군 중장) - 차규헌 (육군 중장) - 김정호 (해병 중장) - 노태우 (육군 소장) - 정호용 (육군 소장) |

### 국보위 상임위원 명단
- 1980년 6월 5일 : 최규하, 상임위원 30명 임명 (군인 18명, 공무원 12명)[3]

| - 전두환 : 국군보안사령관 (상임위원회 위원장) - 이희근 : 공군 중장 - 신현수 : 육군 중장 - 정원민 : 해군 중장 - 강영식 : 육군 중장 - 박노영 : 육군 중장 - 김윤호 : 육군 중장 - 권영각 : 육군 소장 - 김홍한 : 육군 소장 - 노태우 : 육군 소장 - 김인기 : 공군 소장 - 안치순 : 대통령 정무비서관 - 민해영 : 대통령 경제비서관 - 최재호 : 대통령 민정비서관 - 신현수 : 대통령 사정비서관 | - 국방위원장 : 이기백 (육군 소장) - 법사위원장 : 문상익 (대검찰청 검사) - 외무위원장 : 노재원 (외무부 기획관리실장) - 내무위원장 : 이광노 (육군 소장) - 경과위원장 : 김재익 (기획원 기획국장) - 재무위원장 : 심유선 (육군 소장) - 문공위원장 : 오자복 (육군 소장) - 농수산위원장 : 김주호 (농수산부 차관보) - 보사위원장 : 조영길 (해군 준장) - 교통위원장 : 이우재 (육군 준장) - 건설위원장 : 이규효 (건설부 기획관리실장) - 상공자원위원장 : 금진호 (상공부 기획관리실장) - 정화위원장 : 김만기 (중앙정보부 감찰실장) - 사무처장 : 정관용 (공무원교육원 부원장) |

## 같이 보기
- 5·17 쿠데타
- 광주 민주화 운동
- 삼청교육대
- 10·27 법난
- 1980년 언론 통폐합
- 국가보위입법회의
- 국가재건최고회의
- 제5공화국

## 참고자료
- 전영진 (1998년 3월 15일). 〈제2편 동아시아의 현대〉. 《역사의 이해》. 서울: 학문사. ISBN 8946790598.
- “國家保衛非常對策委員會 설치” (PDF). 서울신문. 1980년 5월 31일. 1면면. 2016년 3월 6일에 원본 문서 (PDF)에서 보존된 문서. 2008년 5월 5일에 확인함.